# Johnny Eck
Johnny Eck, pseudonimo di John Eckhardt Jr., (Baltimora, 27 agosto 1911 – Baltimora, 5 gennaio 1991), è stato un artista e attore statunitense, privo degli arti inferiori sin dalla nascita. Divenne noto a livello internazionale per aver recitato nel film Freaks di Tod Browning del 1932.

## Biografia
Figlio di Amelia Dippel e John Eckhardt Sr., una coppia di statunitensi di origine tedesca, Eck nacque con una malformazione congenita che lo privò di tutta la parte inferiore del corpo, a partire dal termine della cassa toracica. In realtà era provvisto anche di zona pelvica, piedi e gambe, per quanto malformate e non funzionali. Nella fase finale della sua carriera scrisse anche una autobiografia, Brief History of Johnny Eck - The Only Living Half Boy, mai pubblicata per problemi editoriali.

### La carriera

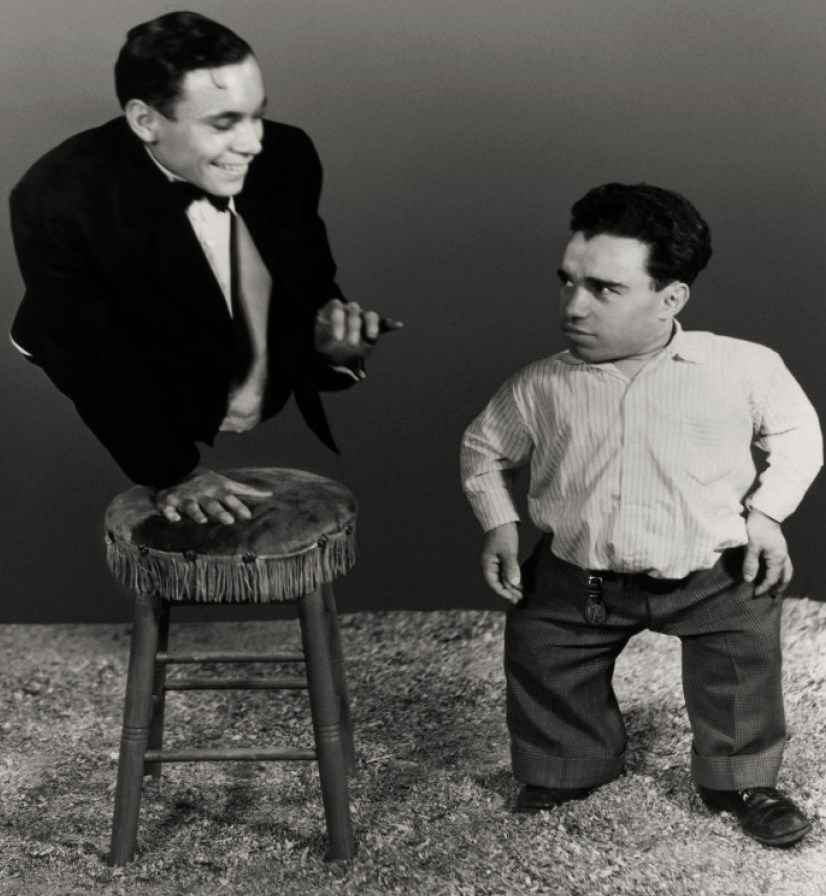
Johnny Eck (a sinistra) con Angelo Rossitto in Freaks (1932)

Fin dal periodo del liceo, Eck iniziò a frequentare l'ambiente dei sideshow, gli spettacoli dei fenomeni da baraccone. Interpretava una lunga serie di ruoli, fra i quali: sassofonista, ballerino, predicatore religioso, mago, animatore di burattini. Agli inizi degli anni trenta, all'età di ventun anni, venne scelto dal regista Tod Browning per interpretare se stesso nel film Freaks. Quella fu la sua unica partecipazione in una pellicola cinematografica, se si escludono tre camei in altrettanti film. Eck decise di ritirarsi dal mondo del circo e del cinema alla fine degli anni quaranta, per dedicarsi alla pittura (in particolare murales) ed al modellismo. Visse felice per i successivi quarant'anni, con molti amici e l'ottimo rapporto col suo gemello Robert.

### La morte
Negli ultimi anni di vita Eck ruppe tutti i contatti con l'esterno, compresi quelli con i suoi migliori amici, per via dell'accanimento sempre maggiore su di lui, sia in bene che in male. Una visita dei ladri nella sua casa fu l'inizio di un declino psicologico che lo portò a chiudersi in se stesso. Morì il 5 gennaio 1991, quattro anni prima di suo fratello Robert, deceduto il 25 febbraio 1995. Entrambi sono sepolti presso il Green Mount Cemetery di Baltimora, Maryland.